# Vetenskapsåret 1965

## Händelser

### Astronomiochrymdfart
- 8 mars - Sovjetiske kosmonauten Aleksei Leonov blir den förste människan att genomföra en rymdpromenad.
- 3 juni - Astronauten Edward White blir den första amerikanen som genomför en rymdpromenad.
- 15 juli - Den amerikanska rymdsonden Mariner 4 passerar Mars.[1]
- 21 oktober - Kometen Ikeya-Seki passerar blott 470 tusen kilometer ovanför solens yta, vilket motsvarar enbart något mer än avståndet mellan jorden och månen.[2]
- Okänt datum - En liten värmestrålning i universum upptäcks, med tempeaturen strax över absoluta nollpunkten, vilket läggs fram som bevis för att en explosion satte igång allting.[1]

### Biologi
- Okänt datum - Emile Zuckerkandl och Linus Pauling namnger sitt koncept med "molekylär klocka".[3][4]

### Matematik
- Okänt datum - Lofti Zadeh utvecklar suddig logik.[5]

### Teknik
- 8 juli - Inspelning av video på skiva prövas för första gången under en fotbollssändning i CBS.[6]

## Pristagare
- Bigsbymedaljen: John Sutton & Janet Vida Watson [7]
- Brinellmedaljen: Gunnar Wallquist
- Copleymedaljen: Alan Hodgkin
- De Morgan-medaljen: Phillip Hall
- Nobelpriset:[8]
  - Fysik: Shinichiro Tomonaga, Julian Schwinger, Richard Feynman
  - Kemi: Robert Woodward
  - Fysiologi/medicin: François Jacob, André Lwoff, Jacques Monod
- Wollastonmedaljen: David Meredith Seares Watson [9]

## Födda
- 19 september - Sunita Williams, amerikansk astronaut.

## Avlidna
- 30 mars – Philip Showalter Hench, amerikansk läkare, nobelpristagare.
- 21 april – Edward Victor Appleton, brittisk fysiker, nobelpristagare.
- 8 september – Hermann Staudinger, tysk kemist, nobelpristagare.
- 12 oktober – Paul Hermann Müller, schweizisk forskare, uppfinnare av DDT, nobelpristagare.
- 5 december – Joseph Erlanger, amerikansk fysiolog, nobelpristagare.

### Fotnoter
1. 1 2  Så funkar universum, James Muirden
2. ↑  C/1965 S1-A (Ikeya-Seki) och C/1965 S1-B (Ikeya-Seki) från JPL Small-Body Database Browser
3. ↑  Zuckerkandl, E.; Pauling, L. (1965). ”Evolutionary Divergence and Convergence in Proteins”. Evolving Genes and Proteins. New York: Academic Press. sid. 97–166
4. ↑  Morgan, Gregory J. (27 februari 1998). ”Emile Zuckerkandl, Linus Pauling, and the Molecular Evolutionary Clock, 1959-1965”. Journal of the History of Biology "31":  s. 155-178.
5. ↑  Crilly, Tony (2007). 50 Mathematical Ideas you really need to know. London: Quercus. sid. 65. ISBN 978-1-84724-008-8
6. ↑  CED in the History of Media Technology (läst 11 april 2011)
7. ↑  ”Geological Society”. Arkiverad från originalet den 5 juni 2011. https://web.archive.org/web/20110605101836/http://www.geolsoc.org.uk/gsl/society/history/page753.html. Läst 13 april 2011.
8. ↑  ”Nobelpriset”. http://nobelprize.org/nobel_prizes/lists/all/index.html. Läst 10 april 2011.
9. ↑  ”Geological Society”. Arkiverad från originalet den 5 juni 2011. https://web.archive.org/web/20110605102217/http://www.geolsoc.org.uk/gsl/society/history/page750.html. Läst 14 april 2011.